# Calocephalus
Calocephalus é um género botânico pertencente à família Asteraceae.